# Лун-ван
Лун-ван («царь драконов») — в китайской мифологии глава драконов-лун, повелитель вод. Он гораздо больше других драконов, его длина — около пятисот метров. У каждого моря есть свой лун-ван, все они — братья черепахи Ао. Их имена по даосской системе, установленной указом императора 751 года:
- Лун-ван Восточного моря — Гуандэ (кит. упр. 广德, буквально: «тот, который приумножает добродетель»);
- Западного — Гуанжун (кит. упр. 广润, буквально: «приумножающий приверженность»);
- Северного — Гуанцзэ (кит. упр. 广泽, буквально: «приумножающий щедрость»);
- Южного — Гуанли (кит. упр. 广利, буквально: «приумножающий богатство»).

В романе «Путешествие на Запад» и других литературных произведениях у лун-ванов четырёх морей другие имена: Ао Гуан (кит. упр. 敖广; Восточное море), Ао Цинь (кит. упр. 敖钦; Южное море), Ао Шунь (кит. упр. 敖顺; Северное море) и Ао Жун (кит. упр. 敖润; Западное море).
Кроме того, считалось, что свои лун-ваны есть у четырёх главных рек Китая и больших озёр.
В фольклоре китайцев лун-ван предстает старцем, который живёт во дворце лунгун (кит. упр. 龙宫) на дне моря. Этот дворец полон несметных сокровищ, которые охраняют морские животные.
А лун-ван повелевает водной фауной. Он также ведает созданием облаков и дождевыми осадками. Поэтому суеверные люди просят лун-вана о ниспослании дождя.
В 63-й главе классического средневекового романа У Чэнъэня «Путешествие на Запад»  лун-ван озера Лазоревые волны Вань-шэн является отрицательным персонажем. Он похитил пепел Будды из монастыря Золотое сияние и тем обрёк буддийских монахов на страдания. Царь обезьян Сунь Укун вступает в схватку с лун-ваном и побеждает его. В то же время, в 3-й главе романа лун-ван Восточного моря Ао Гуан отдаёт Сунь Укуну свой волшебный железный посох с золотыми обручами, ставший главным оружием Царя обезьян, а в 49-й главе царь драконов с братьями безуспешно пытается помочь Сунь Укуну одолеть демона по имени Красный Младенец.